# "This Is Our Punk-Rock," Thee Rusted Satellites Gather+Sing
Albums de A Silver Mt. Zion
Born into Trouble as the Sparks Fly Upward
(2001) Pretty Little Lightning Paw
(2004)
« This Is Our Punk-Rock, Thee Rusted Satellites Gather+Sing » est le troisième album du groupe A Silver Mt. Zion, publié en 2003 par le label Constellation Records. Le groupe change une fois de plus de nom sur cet album pour s'appeler « The Silver Mt. Zion Memorial Orchestra and Tra-la-la Band with Choir ».

## Contexte
Pour cet album, le groupe a assemblé un chœur amateur composé d'une douzaine de leurs amis et collègues. Le livret contient une page de la partition chantée par le chœur sur la première chanson (le « fasola »).
Cet album a essentiellement été enregistré comme un requiem pour les espaces ouverts et abandonnés de Montréal (la ville dont le groupe est originaire), ainsi que pour toutes les pertes et déchéances dans le monde dues au développement urbain ou aux actions militaires.

## Liste des titres
| 1.    | Sow Some Lonesome Corners So Many Flowers Bloom | 16:27 |
| 2.    | Babylon Was Built On Fire/starsnostars          | 14:44 |
| 3.    | American Motor Over Smoldered Field…            | 12:05 |
| 4.    | Goodbye Desolate Railyard                       | 14:25 |
| 57:01 |                                                 |       |

## Liste des musiciens

### A Silver Mt. Zion
- Thierry Amar (en) : contrebasse, chant, mixage
- Rebecca Foon (en) : violoncelle, chant, mixage
- Ian Ivalsky : guitare, chant, mixage
- Efrim Menuck : guitare,  piano, chant, mixage
- Jessica Moss (en) : violon, chant, mixage
- Sophie Trudeau (en) : violon, chant, mixage

### Autres musiciens
- Howard Bilerman (en) : batterie
- Aidan Girt (en) : batterie

### Production
- Howard Bilerman : production, mixage
- Harris Newman : mastering